# アスファルトシリーズ
アスファルトシリーズは、主にゲームロフトが開発・運営する一連のレースゲームの総称である。
1作目は『アスファルト アーバン GT』、2作目は『アスファルト アーバン GT2』というタイトルであったが、3作目からはタイトルから「GT」が取れ、「アスファルト」シリーズとして展開している。2008年4月24日にはシリーズの売り上げが全世界で1000万本を突破した。

## 概要
アスファルトシリーズはおもに、ニード・フォー・スピードシリーズのようなアーケード調のストリートレースとバーンアウトのような対戦相手のマシン破壊に焦点を当てている。また、実在する自動車が登場するのも魅力の一つである。コースもまた実際の都市をモチーフにしている。そしてレースでもらえた資金は車のアップグレードに使用することができる。

## シリーズ一覧
| 2004 | アスファルト アーバン GT                              |
| 2005 | アスファルト アーバン GT2                             |
| 2006 | アスファルト3                                         |
| 2007 |                                                       |
| 2008 | アスファルト4                                         |
| 2009 | アスファルト5                                         |
| 2010 | アスファルト6:Adrenaline                              |
| 2011 | ASPHALT 3D:NITRO RACING アスファルト インジェクション |
| 2012 | アスファルト7:Heat                                    |
| 2013 | アスファルト8:Airborne                                |
| 2014 | アスファルト オーバードライブ                         |
| 2015 | アスファルト Nitro                                    |
| 2016 | アスファルト:Xtreme                                   |
| 2017 | アスファルト:Street Storm                             |
| 2018 | アスファルト9:Legends                                 |
| 2019 |                                                       |
| 2020 |                                                       |
| 2021 | アスファルト Nitro 2                                  |
| 2022 |                                                       |
| 2023 |                                                       |
| 2024 | アスファルト:Legends Unite                            |
| 2025 | アスファルト:Legends                                  |

### アスファルト アーバン GT
N-Gage版（国内未発売）が北米で2004年11月15日発売。日本では携帯アプリとして2005年1月24日にBREWでリリース、その後はVアプリでも2005年5月18日に配信された。さらにニンテンドーDS用ソフトとして2005年6月30日にタイトーが発売した。9つ（モバイル版は8つ）の都市をモデルにしたコースを舞台にニトロを用いてレースを繰り広げる。その際、迷惑運転をすると警察に追跡される。登場する車は23台（モバイル版は9台）で、どれも実在する車である。ニンテンドーDS版のみリプレイ機能を搭載し、最大4人の通信対戦が可能。シリーズの基礎となった作品である。

### アスファルト アーバン GT2
FOMA・BREWなどで配信された。海外ではニンテンドーDSやPlayStation Portable、N-Gageでも発売。登場する車は10種類で、その中には初登場となるバイクが含まれている。基本的なシステムは前作を踏襲している。新要素として、敵マシンやパトカーを破壊するテイクダウンが追加された。また、手配度の概念が導入され、グランド・セフト・オートシリーズの星マークのようなものが画面に表示されるようになった。ほかに、PlayStation Portable版専用のモードとしてTime Rideモードがある。

### アスファルト3
原題はAsphalt 3: Street Rulesで原題・邦題ともに「アーバン GT」がタイトルから外されている。日本では、はじめBREW・WX系に配信され、のちにアスファルト3 3Dの名でFOMA向けにも配信された。海外では2006年にJava系の携帯電話で配信が開始し、翌年非Java系向けに配信、2008年にN-Gage 2.0で配信された。World Cyber Gamesで採用された最初のモバイルゲームである。従来のクラシックな「レース」、ライバル達と激突レースを繰り広げる「クラッシュ」、走り屋と賞金を賭け対決をする「対決」、パトカーに乗り暴走車を追跡する「警察」、トリックを見せて賞金を得る「キャッシュ・アタック」の5種類のモードが楽しめる。登場するコースは14カ国。手配度のシステムは削除され、あらたに美女が乗り込むとマシンやプレイに影響を及ぼす要素が入れられた。

### アスファルト4
2008年FOMA・BREW・Toshiba H11Tなどでリリース。同年8月28日にiPhone・iPodで配信開始（日本では8月31日配信開始）。翌年アスファルト4：エリートレーシングとしてDSiWareで配信。国外ではN-GageやBlackBerry OSでも配信された。プラットフォームによって内容の差が大きく、例えば収録車種はiPod版が9台、モバイル版が10台と少ないのに対してiPhone・DSi版は28台と多い。登場する都市もモバイル版が6、iPhone・iPod版が9、DSi版が12とばらつきがある。その他、グラフィックや快適性はモバイル版が劣っており、マルチプレイ要素は搭載されていない。2014年サービス終了。

### アスファルト5
2009年11月2日にiOS向けにリリース。その後はwebOS、Android、Symbian、Bada、Windows Phoneでもリリース。そのうちAndroid版はアスファルト5 HDとして配信。前作およびフェラーリGT：エボリューションとシステム面では変わらない。ドリフト、コップチェイス、タイムアタック、1オン1、勝ち残り、エスケープといった6種類のレースイベントが用意され、Bluetooth、オンラインでの最大6人でのマルチプレイに対応。登場マシンとバイクは30車種以上、ロケーションは全12箇所。

### アスファルト6:Adrenaline
2011年６月にリリース。

### アスファルト7: Heat
2012年6月にリリース。

### アスファルト オーバードライブ
2014年9月リリース。

### アスファルト Nitro
2015年5月リリース。

### アスファルト:Xtreme
2016年10月リリース。

### アスファルト:Street Storm
2017年リリース。

### アスファルト9:Legends
2018年7月リリース。

### アスファルト Nitro 2
2021年リリース。

### アスファルト:Legends Unite
2024年7月、「アスファルト9:Legends」の拡張アップデートとしてリリース。

### アスファルト:Legends
2025年7月、「アスファルト:Legends Unite」のアップデートによりタイトルが変更された。